# لئوناردو اس.پی.ای.
لئوناردو اس.پی.ای. (به ایتالیایی: Leonardo S.p.A.) که پیش‌تر لئوناردو-فین‌مکانیکا و فین‌مکانیکا نامیده می‌شد، شرکت چندملیتی ایتالیایی در حوزه صنایع هوافضایی، صنایع جنگ‌افزاری و امنیت اطلاعات است. این شرکت، دومین گروه بزرگ صنعتی و به عنوان بزرگترین گروه فناوری پیشرفته صنعتی مستقر در کشور ایتالیا محسوب می‌شود. لئوناردو در سال ۲۰۰۸ به‌عنوان هشتمین پیمانکار صنایع دفاعی جهان برپایه درآمد شناخته شد.
شرکت لئوناردو از هفت بخش تشکیل شده‌است: بخش مکانیک پرواز، بخش بالگرد، بخش هوافضا، بخش الکترونیک دفاعی و امنیتی، بخش سامانه‌های دفاعی، بخش انرژی و بخش ترابری.
این شرکت دارای دفتر در بیش از ۱۰۰ کشور جهان است. بزرگترین سهامدار لئوناردو دولت ایتالیا بوده، که مالک ۳۰٪ از سهام آن می‌باشد.